# Herbert Drury
Herbert John "Herb" Drury (Midland, Ontario, Canadà, 2 de març de 1896 - Pittsburgh, Pennsilvània, 1 de juliol de 1965) va ser un jugador d'hoquei sobre gel canadenc de naixement, però estatunidenc d'adopció, que va competir a començaments del segle xx. Jugà com a defensa durant sis temporades a la National Hockey League amb els Pittsburgh Pirates i els Philadelphia Quakers.
Nascut a Midland, Ontario, el 1895, va arribar a Pittsburgh, Pennsilvània, el 1916 per jugar al Pittsburgh Yellow Jackets de l'Amateur Hockey Association of the United States. Entre 1918 i 1919 va ser cridat a files per lluitar en la Primera Guerra Mundial i no va reprendre la seva carrera d'hoquei fins a 1920, quan va prendre part en els Jocs Olímpics d'Anvers. En ells guanyà la medalla de plata en la competició d'hoquei sobre gel, després de perdre la final contra la selecció del Canadà.
Quatre anys més tard, als Jocs Olímpics d'Hivern de Chamonix, tornà a guanyar la medalla de plata en la competició d'hoquei sobre gel. En aquesta edició va dur la bandera dels Estats Units en la cerimònia inaugural dels Jocs.
El 1925 fitxà pel Pittsburgh Pirates, equip en què jugà durant 5 temporades. El 1930 fitxà pel Philadelphia Quakers, on jugà durant una temporada. El 1931 es retirà del hoquei professional.